# Trasa

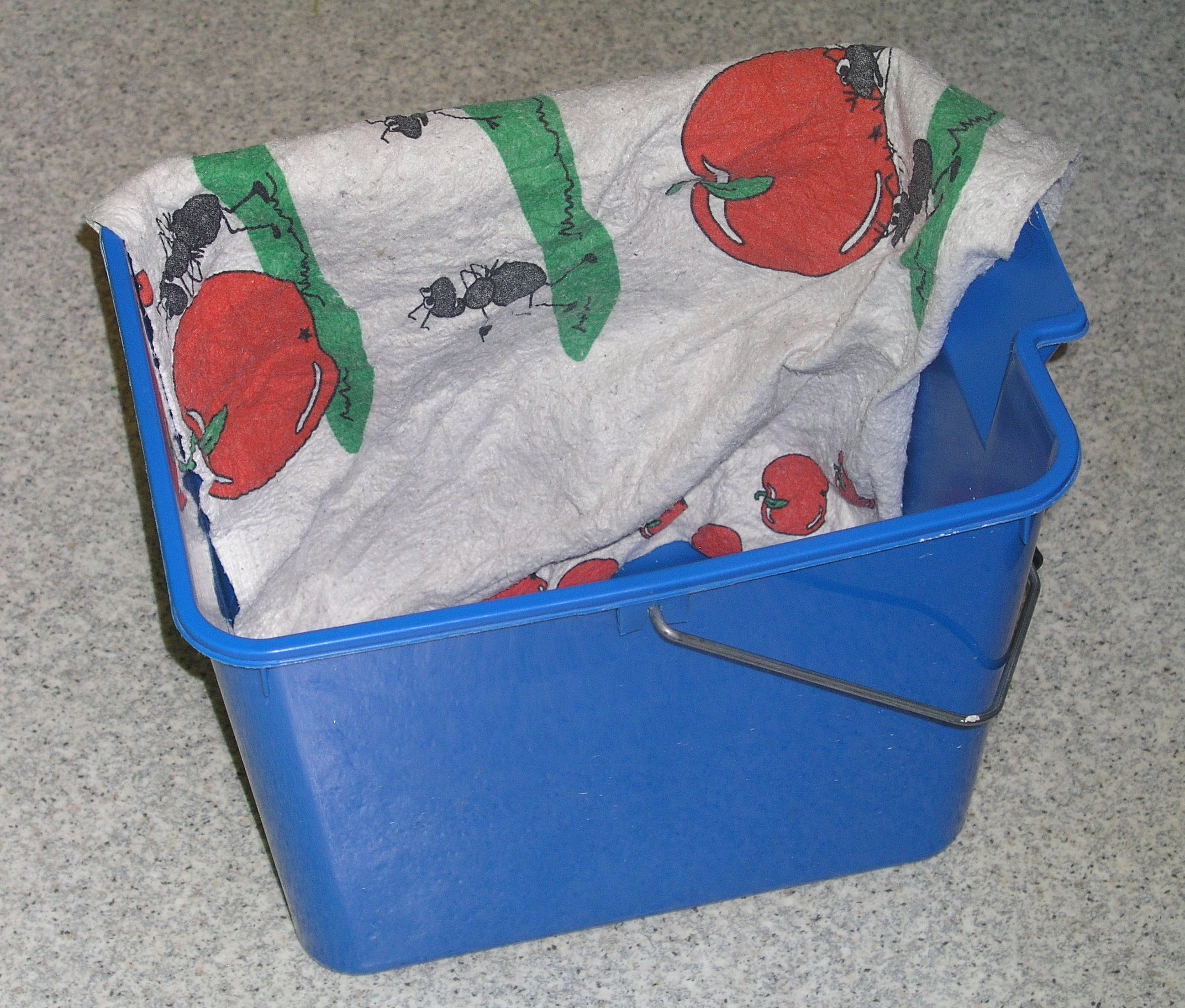
Trasa för golvrengöring.

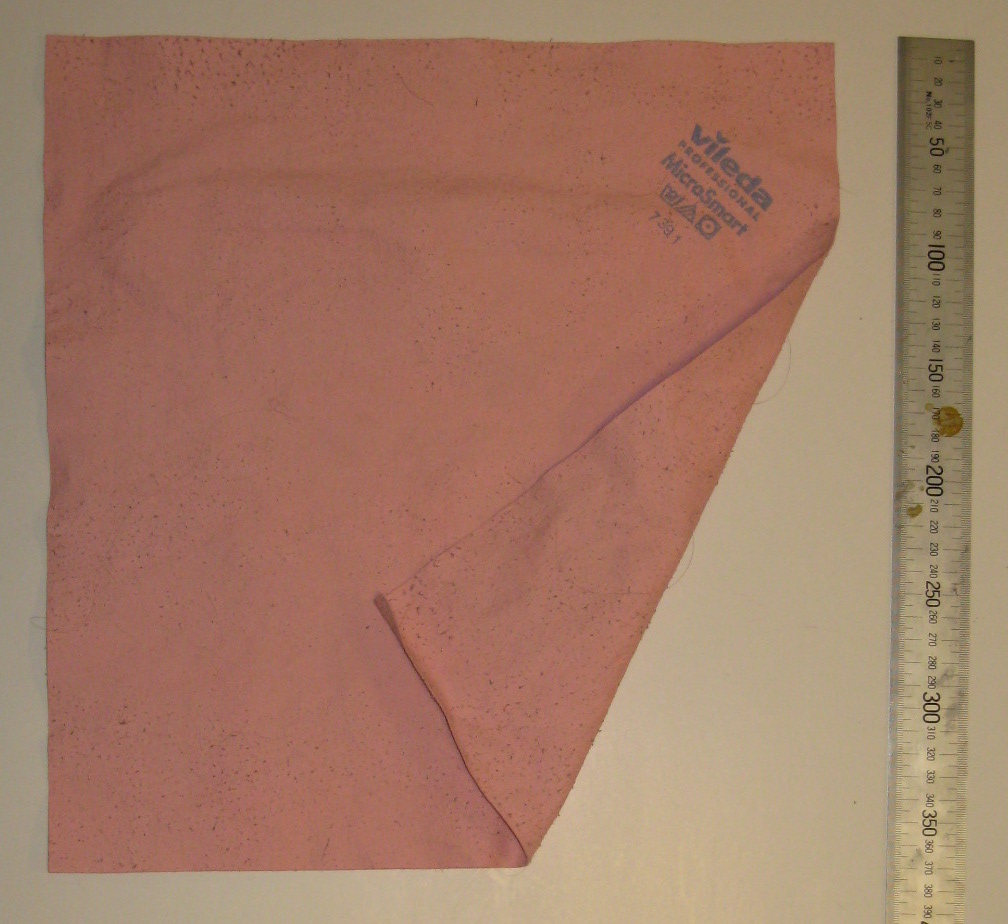
Dammtrasa av mikrofiber.

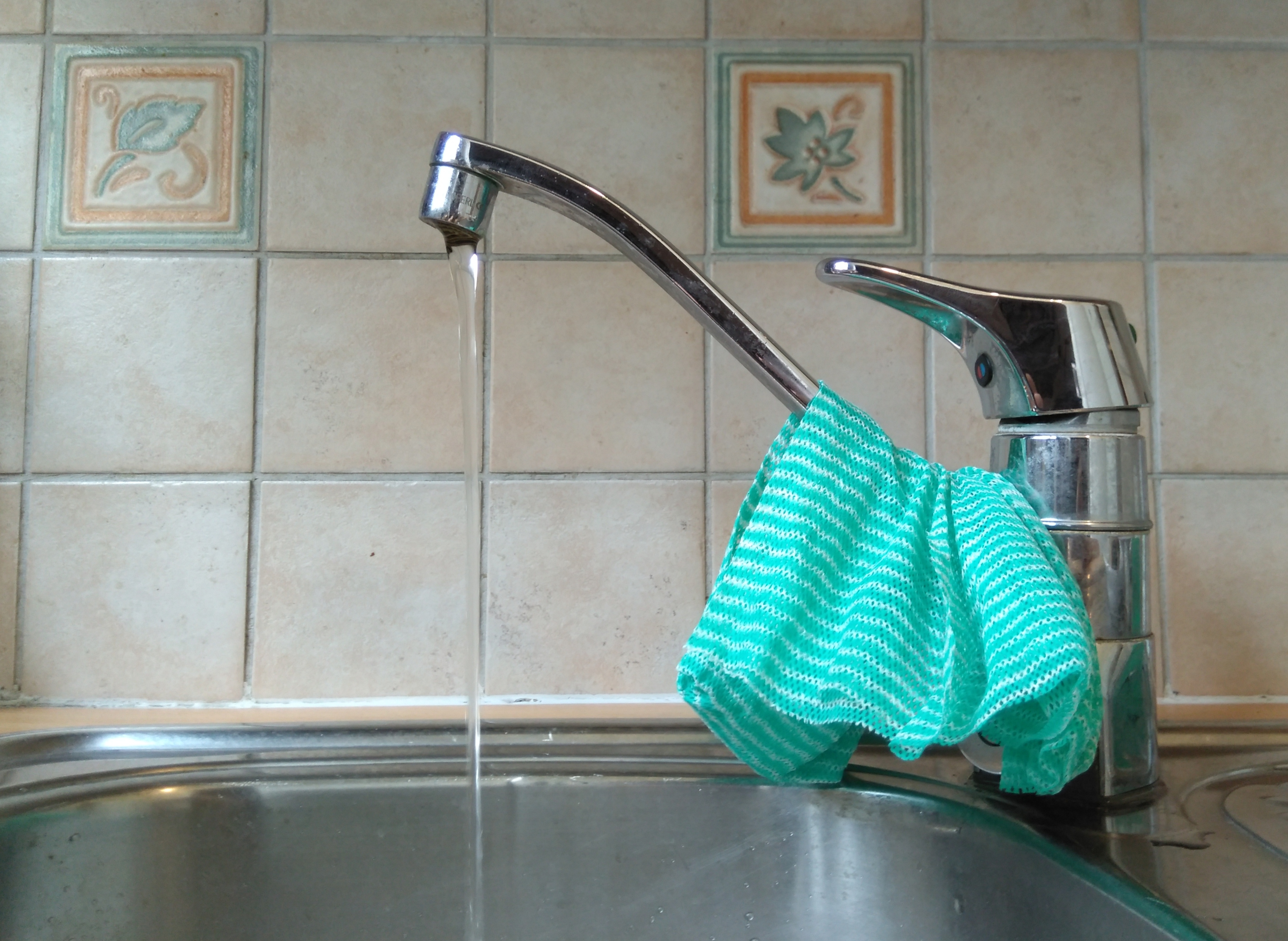
En tunn disktrasa på en kran.

En trasa är en bit tyg eller syntetiskt material som används för rengöring, alternativt sönderrivet tyg. Ursprungligen avses med trasa en återvunnen tygbit från ett plagg som blivit så slitet – trasigt – eller gått sönder så mycket att det inte längre kan användas för sitt ursprungliga ändamål. Trasa är också en nedsättande benämning på ett omodernt eller gammalt plagg, oftast en klänning.
Mattrasor är långa, smala trasor som används som inslag vid vävning av trasväv. Ursprungligen klipptes mattrasor av kasserade plagg, numera tillverkas mattrasor även industriellt och finns i färdigmatchade färgställningar.
En dammtrasa är en trasa som används vid dammtorkning. Moderna dammtrasor specialtillverkas för ändamålet, ibland av mikrofiberduk. Dammtrasor kan även kallas för dammdukar.
En skurtrasa är en grov trasa som främst används för rengöring av golv. Skurtrasor är ofta specialtillverkade för ändamålet. Handdukar och plagg av frotté är annars lämpliga att återanvända som skurtrasor. 
En disktrasa, i handeln även kallad diskduk, är en trasa som används för rengöring i kök, särskilt av diskbänkar. Disktrasor är ofta specialtillverkade för ändamålet och det förekommer även disktrasor med dekorativa tryck. För att undvika att bakterier sprids genom disktrasan, vilket det kan göra, är det viktigt att byta trasa ofta, eller att sterilisera (koka) den regelbundet. Av hygienskäl ska inte disktrasor användas till att torka upp köttsaft, istället används hushållspapper. När man använt en disktrasa bör man skölja av den med kallt vatten och undvika att hänga upp den på kranen. Varmvatten påskyndar bakterietillväxten och kan i värsta fall orsaka magsjuka. På marknaden finns särskilda anordningar för upphängning.
Disktrasan, som är hård i torrt tillstånd, svampliknande i vått tillstånd och kan ha motiv, är tillverkad av cellulosa och bomull. Det är en svensk uppfinning från Wettex 1949 och senare kopierad av andra företag. Den är särskilt vanlig i Sverige och Finland. Internationellt kallas modellen "Swedish dishcloth" (svensk disktrasa) och blev populär i USA först under 2010-talet. I Norge är det vanligare med tunnare, nätliknande disktrasor av lin (publicerat 2016). För vissa ändamål kan slaskrensare ersätta disktrasa.